# 1996 في أوكرانيا
فيما يلي قوائم الأحداث التي وقعت خلال عام 1996 في أوكرانيا.

## سياسة

### تعيين في المنصب
- 28 مايو – بافلو لازارينكو رئيس وزراء أوكرانيا.

## مواليد

### فبراير
- 14 فبراير – فيكتور كوفالينكو لاعب كرة قدم أوكراني.

### مارس
- 1 مارس – ألكسندرا كوراشفيلي لاعبة كرة مضرب أوكرانية.

### مايو
- 11 مايو – فاليريا باتيوك لاعبة كرة مضرب إسرائيلية.

### يوليو
- 6 يوليو – مارك بادون درّاج طريق أوكراني.

### أكتوبر
- 18 أكتوبر – ألكسندر بورتنيك لاعب شطرنج أوكراني.

### ديسمبر
- 15 ديسمبر – أولكسندر زينتشنكو لاعب كرة قدم أوكراني.

## وفيات

### مايو
- 11 مايو – إيفان فيشنفسكي (مواليد 1957) لاعب كرة قدم.

### سبتمبر
- 26 سبتمبر – بافيل سودوبلاتوف (مواليد 1907)

### أكتوبر
- 12 أكتوبر – نينا أليسوفا (مواليد 1915)